# إبراهيم محمد هزاع أبو ربيع

## إبراهيم محمد هزاع ابوربيعIbrahim M. Abu-Rabi'
البروفيسور إبراهيم محمد أبوربيع كان مشهوراً ومعروفا دولياً وفي العالمين الغربي والشرقي، وقد حاضر وعمل كمستشار في الكثير من الجامعات الدولية، من ضمنهم الأمريكية والأندونيسية والتركية والأردنية والكندية.
الأستاذ البروفيسور إبراهيم محمد أبوربيع اشتهر دولياً باختصاصه المعاصر والجديد للفكر الإسلامي ومقارنة الأديان خاصة الديانتين الإسلامية والمسيحية التي حاول من خلال تدريسه ومحاضراته ومقالاته وكتبه الغزيرة العلم، أن يبني جسراً من التواصل والتفاهم والتفاعل بين العالمين المسلم والمسيحي، وقد كان سفيراً للسلام والحب والهدوء والاعتدال للعالمين الشرقي والغربي.

## حياته
ولد البروفيسور إبراهيم محمد أبو ربيع، في مدينة الناصرة الفلسطينية في كانون الأول-ديسمبر 1956 وتوفي فجأة في تموز-يوليو 2011, عن عمر ناهز 54 عاماً إثر نوبة قلبية وهو نائم في غرفة فندقه، في مدينة عمان في الأردن. وقد كان سيسافر في نفس اليوم راجعا إلى كندا، وقد طلب من استقبال الفندق أن يخبروه عند قدوم التاكسي في الساعة المحددة لسفره ولم يقدم، وعندما ذهبوا إلى غرفته لإخباره بأن التاكسي قد وصل وبعد فتح الباب عنوة عندما لم يجيب، وجدوه ميتاً في سريره.
عائلة الأستاذ البروفيسور إبراهيم محمد هزاع أبو ربيع هي عائلة بسيطة من مدينة الناصرة في فلسطين ، والده محمد هزاع أبوربيع كان يعرف بوطنيته وإيمانه وطيبة أخلاقه، وأمه حورية سليم عبد الهادي التي كانت تعرف في الحي والناصرة بصبرها وحكمتها وحبها لأولاها.
البروفيسور إبراهيم هو الرابع من بين 10 أخوة ذكور و3 أخوات إناث، ولدوا لهذه العائلة النصراوية ومعظمهم ما زالوا يعيشون
ويسكنون في مدينة الناصرة، ما عدا اثنين واحداً في الولايات المتحدة وآخر في ألمانيا.
وقد تعلم البروفيسور إبراهيم في مدارس الناصرة الابتدائية ومدرسة المطران الثانوية، وحصل على شهادة البكالوريا بامتياز سنة 1980 من جامعة بير زيت في فلسطين وحصل على إثرها على منحة دراسية لمدة أربعة سنين.
وسافر إلى الولايات الأمريكية المتحدة سنة 1979 لإكمال دراساته العليا، وحصل على شهادة الماجيستير متخصصاً في العلوم السياسية من جامعة سينسيناتي في سنة 1982 ومنحة دراسية للتعليم قبل أن يذهب إلى جامعة بنسلفانيا، كما حصل على شهادة ماجيستير ثانية وهذه المرة في العلوم الدينية، ودكتوراة في الدراسات الإسلامية عام1987 من جامعة تمبل.
وعمل أيضاً كمحاضر في جامعة فيرجينيا كومونويلث وجامعة تكساس في أوستن وبعدها حصل على وظيفة بروفيسور في جامعة هارتفورد في معهد ماكدونالد للدراسات الإسلامية العليا والعلاقات المسيحية الإسلامية في بداية سنة 1991.
في سنة 2006 حصل على منحة فولبرايت التقديرية في سينغافورة-أندونيسيا في معهد الدفاعات الإستراتيجية في جامعة نانيانج للتكنولوجيا، كما كان أيضاً أحد المحررين الرئيسيين لمجلة عالم المسلم.
في سنة 2008 أٌختير البروفيسور إبراهيم محمد هزاع أبو ربيع في جامعة أدمينتون في ألبيرتا الكندية, ليكون أول رئيس لقسم العلوم الإسلامية. الأول من نوعة في كندا، وقد أصبح أول رئيس لهذا المركز التدريسي المختص بالأبحاث الإسلامية.
ومن ضمن أختصاصاته المفضلة كان الحوارات المفتوحة والبنائة بين الديانات والتقاليد المسيحية والإسلامية، واختص من هذه الاهتمامات في مجال قضية الفكر الإسلامي المعاصر، مركزاً على الديانة والمجتمع والصوفية.

## أعماله
وقد كرّس الأستاذ البروفيسور إبراهيم أبوربيع نفسه بإخلاص للبحث والكتابة وكانت كتاباته زاخرة وغنية بالعناوين التي زادت من رصيده العلمي وشهرته ا لدولية.
فالكثير من الكتاب الغربيين والمستشرقين كتبوا عن مغزى مغزى الإسلام السياسي, ولكن الأصوات الإسلامية بقيت صامتة بشكل كبير, فلهذا أخذ على عاتقه شرح وإظهار الإسلام السياسي المعتدل الذي لم يبرز إلى الفضاء الدولي والمحلي وبقي حبيسا في بطون الكتب للمفكرين المسلمين فيالشرق ولم يهتم أحد بإبراز أصواتهم وفكرهم إلى العلن, وبقي فقط الفكر المتشدد الذي طغى على الساحة المحلية والدولية مما أدى إلى انتشار الخوف من الإسلام والمسلمين بما يعرف علميا ب (الإسلاموفوبيا) وأصبحت شريحة كبيرة من الشعوب في الدول الغربية على قناعة بأن الإسلام هو العدو الذي يجب أن يحارب بلا هوادة.
وقد كتب وحرر البروفيسور إبراهيم أبوربيع 19 كتابا والعديد من الكتب المترجمة من وإلى اللغة الأنجليزية, والكثير من المقالات والمحاضرات والمقابلات الصحفية والمؤتمرات الدولية المصورة.

## وصلات خارجية
- إبراهيم أبوربيع صفحة للمفكر Curriculum Vitae IBRAHIM ABU-RABI'.